# Lư Quang Trù
Lư Quang Trù (giản thể: 卢光稠; phồn thể: 盧光稠; bính âm: Lú Guāngchóu, ? - 910) là một quân phiệt vào cuối thời nhà Đường, sau đó ông trên danh nghĩa quy phục cả Hậu Lương và Ngô. Ông cai quản Kiền châu từ năm 885 đến khi qua đời vào năm 910.
Lư Quang Trù là người Nam Khang. Theo ghi chép, Lô Quang Trù to cao hùng mạnh song không có tài năng, còn đồng hương Đàm Toàn Bá thì dũng cảm có chí lược. Vào cuối thời nhà Đường, phần phía nam của đế chế bị nhấn chìm trong các cuộc khởi nghĩa nông dân, Đàm Toàn Bá khuyến khích Lư Quang Trù nổi dậy, ông làm theo. Khi đội quân nổi dậy muốn suy tôn Đàm Toàn Bá làm chủ, Đàm Toàn Bá nhường lại vị trí thủ lĩnh cho Lư Quang Trù, còn đe dọa xử tử người nào bất tuân mệnh lệnh của ông, đưa đội quân vào kỷ luật.
Năm 885, Lư Quang Trù chiếm được Kiền châu, tự xưng là thứ sử, cho Đàm Toàn Bá làm mưu chủ.
Năm 902, Lư Quang Trù tiến công về phía nam để mở rộng lãnh địa, đầu tiên ông công chiếm Thiều châu, giao cho nhi tử là Lô Diên Xương (盧延昌) cai quản. Sau đó, ông bao vây Triều châu, song bị Thanh Hải lưu hậu Lưu Ẩn đẩy lui. Lưu Ẩn sau tiến công Thiều châu, song bị Đàm Toàn Bá đánh bại, Lô Quang Trù vẫn giữ được Thiều châu. Sau thắng lợi, Lư Quang Trù càng xem trọng Đàm Toàn Bá.
Sau khi Tuyên Vũ tiết độ sứ Chu Toàn Trung soán vị triều Đường, lập ra triều Hậu Lương, Lư Quang Trù nằm giữa hai thế lực lớn là Hoằng Nông (sau gọi là Ngô)- không quy phục Hậu Lương- ở phía bắc, và Lưu Ẩn- chư hầu của Hậu lương - ở phía nam. Lư Quang Trù quyết định sai sứ giả đến cống nạp cho Hoàng đế Hậu Lương. Đáp lại, Hậu Lương Thái Tổ thành lập Bách Thắng quân gồm Kiền châu và Thiều châu, bổ nhiệm Lư Quang Trù làm Bách Thắng phòng ngự sứ, kiêm Ngũ Lĩnh khai thông sứ.
Năm 909, sau khi đánh bại quân phiệt Nguy Toàn Phúng, Hoằng Nông thôn tính lãnh thổ của ông ta - gồm bốn châu tập trung quanh Phủ châu. Đáp lại, tháng 8 ÂL, Lư Quang Trù quyết định quy phục Hoằng Nông, song ông cũng khiển sứ thể hiện tiếp tục quy phục triều đình Hậu Lương. Năm 910, Hậu Lương Thái Tổ bổ nhiệm Lư Quang Trù làm Trấn Nam lưu hậu, song trên thực tế Trấn Nam quân đương thời là lãnh thổ của Hoằng Nông.
Năm 910, Lư Quang Trù lâm bệnh, ông ta muốn nhường chức thủ lĩnh cho Đàm Toàn Bá, song Đàm Toàn Bá từ chối. Sau đó, khi Lô Quang Trù qua đời, Lư Diên Xương từ Thiều châu đến chịu tang, Đàm Toàn Bá ủng hộ Lô Diên Xương làm người kế nhiệm.